# オーステン
オーステン (Austen) は、9x19mmパラベラム弾を使用するオーストラリア製の短機関銃である。

## 概要
イギリス製ステン短機関銃の派生型の一つであり、その名称は「オーストラリア (Australian) のステン (Sten)」を意味する。
生産はメルボルンのダイカスター株式会社 (Diecasters Ltd) とシドニーのW・T・カーマイケル株式会社 (W. T. Carmichael Ltd) によって行われ、両者を合わせた最終的な生産数は19,914挺であった。

## 開発

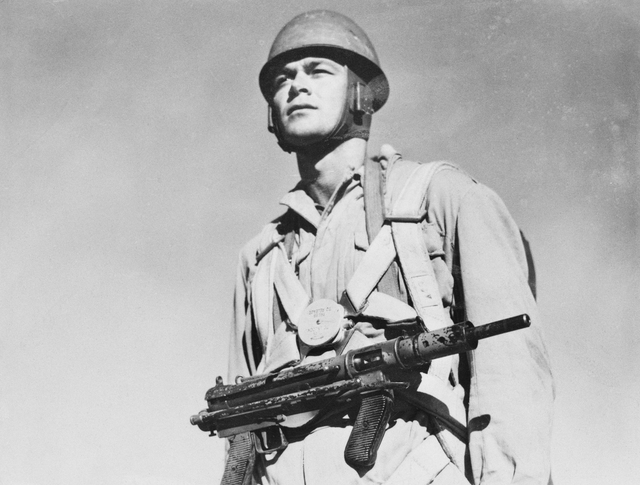
オーステンMk.1で武装する落下傘部隊員

ダンケルク撤退後、ヨーロッパにおける戦争が激化する中でイギリスは大量の軍需物資を必要とした。このため、軍需物資の多くをイギリスやアメリカからの輸入に頼っていたオーストラリアはその供給が断たれ、短機関銃を含めた各種兵器の設計・製造を行う必要に駆られた。
この際に参考にされたのがイギリス製の戦時急造短機関銃であるステン短機関銃で、銃身や機関部などはステンから、前方に回転させて折り畳む方式のスケルトン型銃床などはドイツの短機関銃であるMP40からほぼそのままコピーされて設計された。
オーステンの生産に関して興味深い点として、一部の部品がダイカストにより成型されていた点が挙げられる。弾倉や銃床の一部、マガジンハウジングなどがこれに当たる。マガジンローダーもダイカスト成型である。オーステンの製造を行った2つの会社は、共にダイカストを業務上の専門としていたためである。
オーステンは同時期に開発・生産されたオーウェン・マシンカービンと併用されたが、オーステンはオーウェンに比べそれほどの人気を得ることは無かった。オーステンはステンを改良したものだったが、それでもオーウェン銃に勝るほどの信頼性を達成することは無かった。オーウェンが1960年代まで使用されたこととは対照的に、オーステンが1945年以降に他の紛争や戦争で使用されることは無かった。
1946年には発展型のオーステンMk.2が約200挺生産されたが、同年中に用途廃止となった。Mk.2では後部グリップ・機関部・エンドキャップが一体のダイカスト製となり、前部グリップ・マガジンハウジングのダイカスト部品がフロントキャップを兼ねるよう大型化し、銃剣ラグも追加された。また撃針はボルト前面に加工された固定式となった。

## 構成
上述のようにオーステンは銃身から機関部、トリガーグループなどはステンMk2からコピーされた一方、折畳式銃床やリターンスプリングを介して独立した撃針と伸縮式覆いを備えたボルトなどはMP40からコピーされた。機関部はステンと互換性があったが、レシーバー後半はステンよりもやや長い。
折畳式銃床はパイプ形状で、右側のパイプには分解用工具、左側のパイプにはクリーニングロッドが収められていた。また、オーステンの特徴は2つのピストルグリップを備えることで、これもまたMP40から発想を得たとされ、グリップの形状もMP40のそれと酷似している。
オーステンは原型のステン同様セレクティブファイア機構を備えており、セレクタは安全・セミ・フルの3段式で、フルオート射撃時には500発/分の射撃速度を発揮した。
Z特殊部隊向けに消音型も設計された。